# Elezioni presidenziali in Macedonia del 2004
Le elezioni presidenziali in Macedonia del 2004 si tennero il 14 aprile (primo turno) e il 28 aprile (secondo turno); videro la vittoria di Branko Crvenkovski, sostenuto dall'Unione Socialdemocratica di Macedonia, che sconfisse Saško Kedev, sostenuto dal Partito Democratico per l'Unità Nazionale Macedone.

## Risultati
| Candidati          | Partiti                                            | I turno | I turno | II turno | II turno |
| Candidati          | Partiti                                            | Voti    | %       | Voti     | %        |
| ------------------ | -------------------------------------------------- | ------- | ------- | -------- | -------- |
| Branko Crvenkovski | Unione Socialdemocratica di Macedonia              | 385 300 | 42,49   | 553 522  | 60,65    |
| Saško Kedev        | Partito Democratico per l'Unità Nazionale Macedone | 309 131 | 34,09   | 329 271  | 36,08    |
| Gëzim Ostreni      | Unione Democratica per l'Integrazione              | 134 048 | 14,78   |          |          |
| Zidi Xhelili       | Partito Democratico degli Albanesi                 | 78 269  | 8,63    |          |          |
| Totale             | Totale                                             | 906 748 | 100     | 912 605  | 100      |